# Eva von Bahr
Eva Wilhelmina Julia von Bahr-Bergius (16 de septiembre de 1874-28 de febrero de 1962) fue una física sueca y profesora en una escuela secundaria popular. Fue la primera mujer en Suecia en convertirse en docente en física. Es conocida por su contacto y apoyo al poeta Dan Andersson, por su amistad y apoyo a la física Lise Meitner, y como escritora católica.

## Biografía

### Fondo
Los padres de Eva von Bahr fueron häradshövding (juez de distrito) Carl von Bahr (1830-1900) y su esposa Elisabeth Boström (1838-1914). Era hermana de Johan von Bahr, alcalde de Uppsala, y sobrina del primer ministro Erik Gustaf Boström (1842-1907) y de la filántropa Ebba Boström (1844-1902), fundadora de la institución benéfica Samariterhemmet en Uppsala. Eva von Bahr nació en la granja Mälby en Roslags-Kulla (ahora en el municipio de Österåker).

### Carrera académica
A pesar de los deseos de su familia, ella quería una educación y estudió durante un año en la escuela secundaria popular Askov en Dinamarca, donde Poul la Cour alentó su interés por la física y las matemáticas. En 1901, von Bahr se matriculó en la Universidad de Uppsala, en 1907 aprobó su examen de licenciatura y en 1908 defendió su tesis doctoral sobre la absorción de radiación infrarroja en gases. Su tesis fue elogiada y recibió un estipendio de docente, convirtiéndose en la primera docente de física en Suecia.

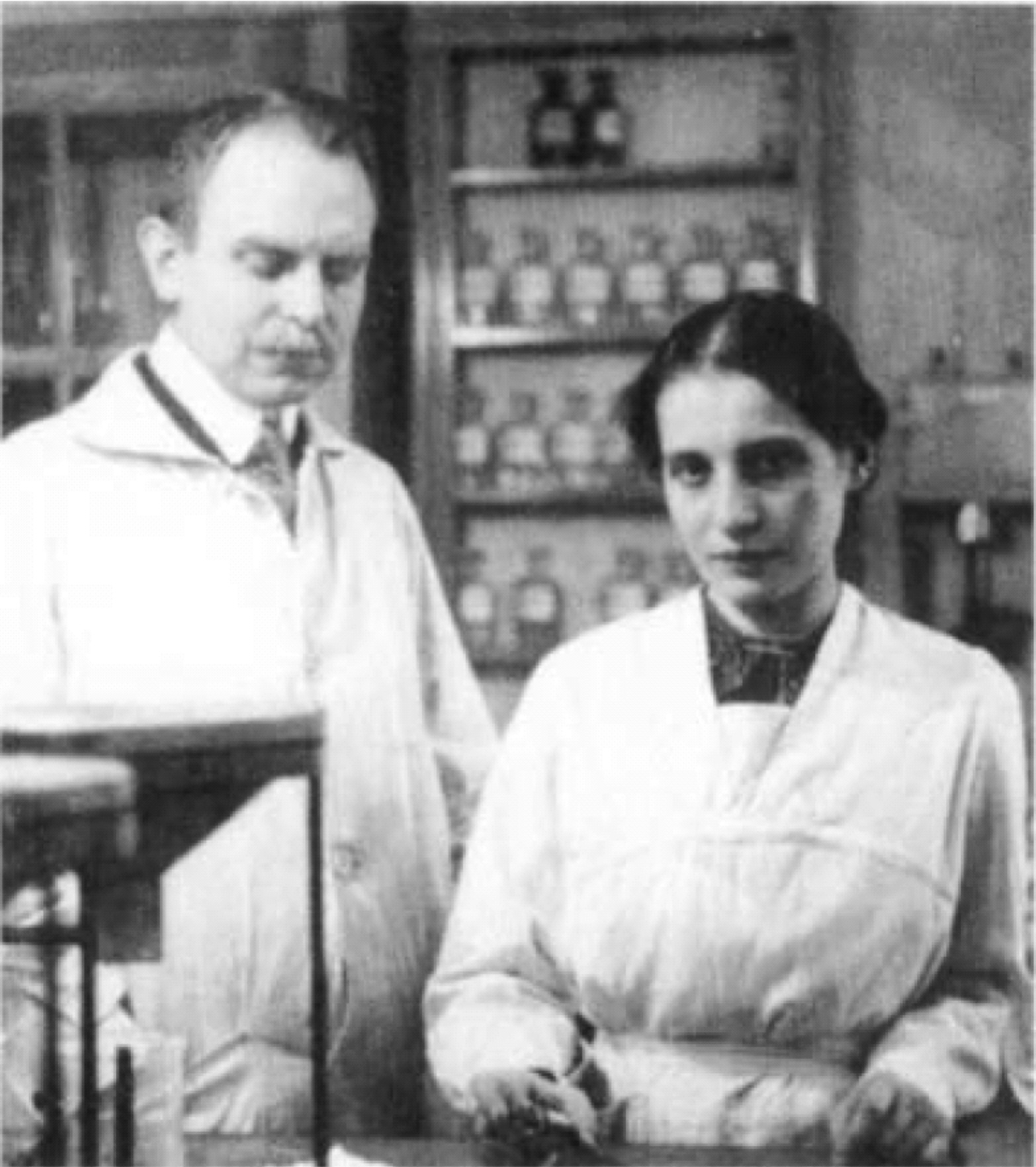
Lise Meitner con su colega de investigación Otto Hahn en 1912, el mismo año en que Meitner y von Bahr se conocieron por primera vez.

A partir de 1909 trabajó como docente en el departamento de Física de Uppsala con el apoyo del profesor Knut Ångström. Pero después de la repentina muerte de Ångström en 1910, a von Bahr no se le permitió enseñar, excepto como temporario. Solo después de 1925 se permitió a las mujeres trabajar en universidades de Suecia. En 1912, después de dejar de ser profesora en Uppsala y en Chalmers tekniska läroanstalt por ser mujer, von Bahr solicitó un puesto en la Universidad de Berlín. La institución contaba con varios físicos destacados, entre ellos Albert Einstein, Max Planck, Max von Laue, Walther Nernst, Fritz Haber, Lise Meitner, James Franck y Gustav Hertz. Von Bahr desarrolló una estrecha amistad con Lise Meitner.
Después de su visita a Berlín, von Bahr intercambió cartas con Meitner; también tuvo un estrecho contacto con el matemático y físico teórico Carl Wilhelm Oseen en Uppsala. En enero de 1913, von Bahr viajó nuevamente a Berlín, donde trabajó con el profesor Heinrich Rubens. Durante su tiempo allí, von Bahr llevó a cabo experimentos que apoyaban las teorías de Max Planck, lo que la convirtió en la única física sueca mencionada por Niels Bohr durante su conferencia del Nobel en 1922. Durante esa primavera, von Bahr fue invitado a trabajar con James Franck y Gustav Hertz, y se unió a su grupo ese otoño.

### Regreso a Suecia

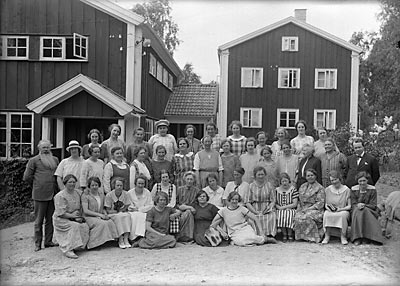
Una clase en Brunnsviks folkhögskola en algún momento de 1930

A principios de enero de 1914, von Bahr tuvo que acortar su estancia en Berlín para cuidar de su madre enferma. Al año siguiente planeaba regresar a Berlín, pero debido al estallido de la Primera Guerra Mundial eso no fue posible, por lo que tomó un puesto como profesora en la escuela secundaria popular Brunnsvik en Dalarna. En Brunnsvik, conoció a Niklas Bergius (1871-1947), un profesor colega, con quien se casó el 19 de junio de 1917. En el otoño de 1918, la comida escaseaba en Suecia debido a la guerra y la escuela estaba cerrada, por lo que la pareja viajó a Charlottenlund en Dinamarca donde se reunieron con jesuitas. Este período en Dinamarca despertó el interés de von Bahr en el catolicismo, antes de que ella había sido atea.
Después del final de la Primera Guerra Mundial, Lise Meitner visitó a von Bahr en Suecia y se quedó en su casa durante cuatro semanas. En el invierno de 1919-1920, von Bahr viajó a Londres, Pau, Argel, Túnez e Italia.
Después de algunos años, se mudó a Kungälv para estar más cerca de la congregación católica en Gotemburgo. Cuando la situación de Lise Meitner en Alemania se volvió peligrosa durante el verano de 1938, von Bahr, junto con Wilhelm Oseen y Niels Bohr, fue muy activo para ayudarla a escapar y organizar su estancia en Suecia y un puesto de investigación.
Mientras estaban en Suecia en diciembre de 1938, Lise Meitner y Otto Robert Frisch lograron teorizar la fisión nuclear.
Después del estallido de la Segunda Guerra Mundial y la ocupación alemana de Noruega, von Bahr participó activamente en la organización humanitaria sueca Svenska Norgehjälpen (Apoyo sueco a Noruega).
Eva von Bahr también fue filántropa y durante algún tiempo apoyó, entre otros, a Lise Meitner y al poeta Dan Andersson. También contribuyó con fondos a Brunnsviks Folkhögskola y donó la casa en Kungälv que había construido. Después de la muerte de su esposo en 1947, von Bahr se mudó a Uppsala. Durante su estancia en Uppsala, estuvo interesada en el sacerdote y escritor jesuita Pierre Teilhard de Chardin y mantuvo contacto e intercambio de correo con Lise Meitner. Eva von Bahr murió el 28 de febrero de 1962 y fue enterrada en el cementerio católico de Estocolmo.

## Obras
- Ueber die Einwirkung des Druckes auf die Absorption ultraroter Strahlung durch Gase. Akademisk avhandling, Uppsala, 2008.
- Om katolicismen: några ord hasta protestante . Almqvist y wiksell, distr. 1929.
- Min väg tillbaka hasta kristendomen . Almqvist y wiksell, 1933.
- Efterskrift hasta Min väg tillbaka hasta kristendomen . Almqvist y Wiksell, 1934.
- Ur "spridda minnen från ett långt liv" . (Acta Universitatis Upsaliensis, Skrifter rörande Uppsala universitet. B. Inbjudningar, 177), 2015, sida 7-73